# Angerona striolata
Angerona striolata är en fjärilsart som beskrevs av Stanislaus Klemensiewicz 1913. Angerona striolata ingår i släktet Angerona och familjen mätare. Inga underarter finns listade i Catalogue of Life.